# Tureni
Tureni (in ungherese Tordatúr) è un comune della Romania di 2521 abitanti, ubicato nel distretto di Cluj, nella regione storica della Transilvania.
Il comune è formato dall'unione di 5 villaggi: Ceanu Mic, Comșești, Mărtinești, Micești, Tureni.
Dal 2008 è parte integrante della Zona metropolitana di Cluj Napoca.